# Sulza
Sulza település Németországban, azon belül Türingiában. Lakosainak száma 263 fő (2023. december 31.).

## Népesség
A település népességének változása:
| Lakosok száma | 264  | 286  | 273  | 267  | 263  |
|               | 2017 | 2019 | 2021 | 2022 | 2023 |